# غیرقابل‌کنترل
«غیرقابل‌کنترل» تک‌آهنگی از پیت‌بول، خوانندهٔ اهل ایالات متحده آمریکا است که در سال ۲۰۰۹ منتشر شد.